# Philomath
Philomath é uma cidade localizada no estado norte-americano de Oregon, no Condado de Benton.

## Demografia
Segundo o censo norte-americano de 2000, a sua população era de 3838 habitantes.
Em 2006, foi estimada uma população de 4182, um aumento de 344 (9.0%).

## Geografia
De acordo com o United States Census Bureau tem uma área de
3,3 km², dos quais 3,3 km² cobertos por terra e 0,0 km² cobertos por água.

## Localidades na vizinhança
O diagrama seguinte representa as localidades num raio de 28 km ao redor de Philomath.